# Panagiotis Lagos
Panagiotis Lagos (Salônica, 18 de julho de 1985) é um futebolista grego, atua no meio.

## Carreira
Lagos representou a Seleção Grega de Futebol nas Olimpíadas de 2004, quando atuou em casa.